# Аль-Муватта
Аль-Муватта ( араб. الموطأ  , «схвалений») або Муватта Імама Маліка ( араб. موطأ الإمام مالك) за авторством імама Маліка (711–795) є однією з найперших збірок текстів хадисів, що охоплюють різні теми ісламського права, зібрані імамом Маліком ібн Анасом у VIII cт. 
Це також найдавніший із існуючих прикладів мусаннаф, який розташовує хадиси за тематикою.
Найвідоміша праця Маліка, «Аль-Муватта», була першою працею ісламської юриспруденції, яка об’єднала хадис і фікх . 

## Опис
Вважається, що Аль-Муватта належить до найдавніших збірок хадисів, які разом із Кораном складають основу ісламської юриспруденції  .  
Він включає достовірні хадиси від жителів Хіджазу, а також вислови сподвижників  ісламського пророка Мухаммеда, його послідовників, а також тих, хто прийшов після них.   Книга висвітлює ритуали, обряди, звичаї, традиції, норми та закони. 
Повідомляється, що Імам Малік вибрав для включення в Муватту трохи більше 1900 хадисів   із 100 000, які він мав у своєму розпорядженні. 

## Історія
Через збільшення юридичних розбіжностей халіф Абу Джа'фар аль-Мансур попросив імама Маліка випустити стандартну книгу, яка могла б бути проголошена як закон у країні. Імам відмовився від цього в 765/766 н. е., але коли халіф знову прийшов в 779/780 р., він був більш рішучим і сказав:
"О Абу 'Абд Аллах, візьми правління дисципліни фікх у свої руки. Збери своє розуміння кожного питання в різних розділах для систематичної книги, вільної від суворості Абд Аллаха б. 'Умара, поступок і пристосувань Абд Аллаха б. 'Аббаса та унікальних поглядів Абд Аллаха б. Мас'уда ... Узагальнюючи узгодження поглядів сподвижників і старших імамів щодо релігійних і правових питань... Потім ми оприлюднили б це в усій мусульманській державі. Ми б наказали, щоб жоден орган не діяв усупереч цьому». 
Історичні звіти засвідчують, що інший халіф Аббасидської династії, Гарун ар-Рашид, також висловлював подібні побажання перед Імамом Маліком.

## Автентичність

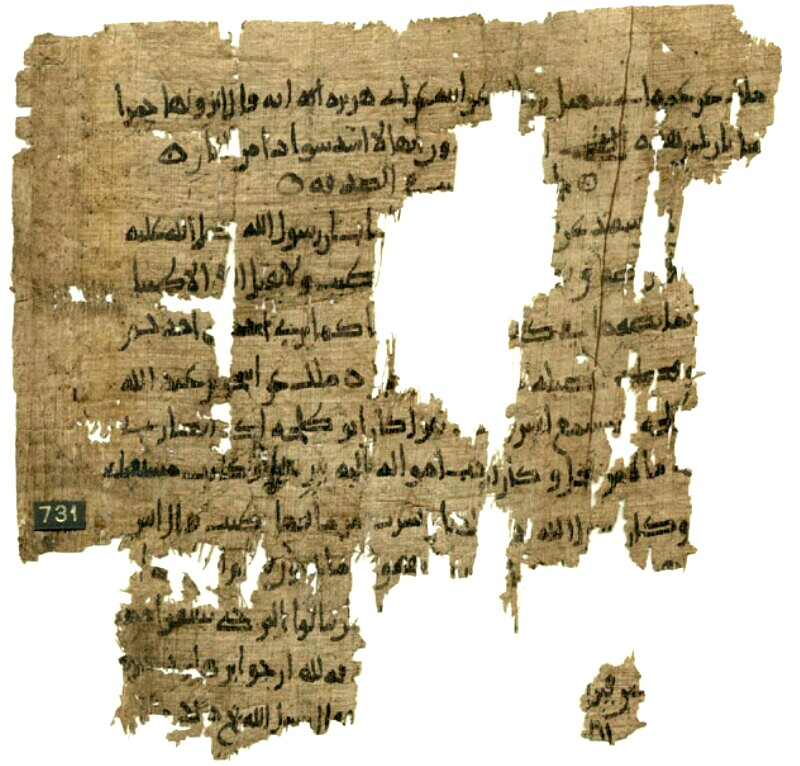
PERF No. 732 Найдавніший рукопис Муватти Маліка. Датується 795 р.

Твір створювався протягом 40 років. За словами Абу Хатіма ар-Разі  він називався «Муватта» з арабської («ватта'а»), що означає легкий для людей.
Малік сказав: «Я показав цю свою книгу сімдесяти факігам Медіни, і всі вони погодилися зі мною («вата'а») щодо неї, тому я назвав її Муватта   .
Мусульманський юрист Мухаммад ібн Ідріс аш-Шафіі, якого також називають імамом Аль-Шафії, сказав: «Немає на поверхні землі книги – після Книги Аллаха – яка б була більш автентичною, ніж книга Маліка». 
Понад тисяча учнів Маліка передавали цю роботу від нього протягом усього його життя, що призвело до розбіжностей у тексті. Існує багато видань твору, з яких сьогодні відомо шістнадцять, з яких найвідомішим є той, який передав Ях’я ібн Ях’я аль-Лейті , який вивчав і отримав Муватту в останній рік життя Маліка.  Редакція Аль-Лейті вважається  стандартною версією в школі права Малікі . 
Редакція Муватти, створена іншим учнем імама Маліка, Ахмадом ібн Абі Бакром аз-Зухрі, приблизно на 5-10% більша, ніж редакція аль-Лейті. 

## Відмінні характеристики
Амін Ахсан Іслахі перерахував кілька відмінних характеристик Муватти: 
1. Його стислість (за розміром), але вичерпність (за охопленням).
2. Малік не приймав марфу хадис (приписаний Пророку), якщо це не була дослівна передача слів мусульманського пророка Мухаммеда (він навіть звернув увагу на літери, прийменники та частки, такі як wāw, tā, bā тощо).
3. Немає прийняття хадисів від будь-якого новатора - це суворіший стандарт, ніж у багатьох інших мухаддісів .
4. Високолітературна форма класичної арабської мови. Це допомагає читачам розвинути здатність розуміти мову часів пророка.